# Caitlin Ward
Caitlin Ward (Frankston, 1 februari 1994) is een Australisch baanwielrenster gespecialiseerd in de sprintonderdelen. Ward werd derde op de teamsprint tijdens de Oceanische kampioenschappen baanwielrennen in 2014, 2017 en 2018.

## Belangrijkste uitslagen
| Jaar       | AK                                        | OK         | WK                  | Overig     |            |
| Als junior | Als junior                                | Als junior | Als junior          | Als junior | Als junior |
| ---------- | ----------------------------------------- | ---------- | ------------------- | ---------- | ---------- |
| 2012       | keirn, 500m tijdrit                       |            | sprint · teamsprint |            |            |
| Als Elite  |                                           |            |                     |            |            |
| 2014       | 500m tijdrit, teamsprint · keirin, sprint | teamsprint |                     |            |            |
| 2015       |                                           |            |                     |            |            |
| 2016       | 500m tijdrit                              |            |                     |            |            |
| 2017       |                                           | teamsprint |                     |            |            |
| 2018       | sprint · teamsprint                       | teamsprint |                     |            |            |
| 2019       | sprint, keirin · 500m tijdrit, teamsprint |            |                     |            |            |
| 2020       |                                           |            |                     |            |            |
| 2021       | 500m tijdrit                              |            |                     |            |            |